# (37376) 2001 VD42
2001 VD42 (asteroide 37376) é um asteroide da cintura principal. Possui uma excentricidade de 0.15440250 e uma inclinação de 1.02394º.
Este asteroide foi descoberto em 9 de novembro de 2001 por LINEAR em Socorro.